# Cabangan
Cabangan è una municipalità di quarta classe delle Filippine, situata nella Provincia di Zambales, nella regione di Luzon Centrale.

## Geografia Fisica

### Territorio
Cabangan è una municipalità di quarta classe situata nella provincia di Zambales, nelle Filippine. Si trova nella parte nord-occidentale dell'isola di Luzon e confina a nord con il Mar Cinese Meridionale. I suoi confini terrestri sono con le municipalità di San Felipe a nord-est, San Narciso a est e Botolan a sud. 

## Storia
Cabangan ha una storia antica che risale ai tempi in cui la regione era abitata da popolazioni indigene. Prima dell'arrivo degli spagnoli nel XVI secolo, l'area era prevalentemente popolata dalle tribù Aeta, che si dedicavano alla caccia, alla raccolta di cibo e alla pesca per il loro sostentamento.
Le tribù Aeta erano abilmente adattate all'ambiente circostante, vivendo in armonia con la natura e sfruttando le risorse disponibili nella regione. La loro conoscenza del territorio e delle tecniche di sopravvivenza ha contribuito alla loro capacità di prosperare in un ambiente così diversificato.
Durante il periodo coloniale spagnolo, Cabangan fu soggetta all'influenza culturale e religiosa degli spagnoli. La popolazione indigena abbracciò il cattolicesimo, mentre missioni e chiese furono istituite nella regione. Gli spagnoli introdussero anche pratiche agricole, promuovendo la coltivazione di colture come riso, mais e indaco.
Nella storia di Cabangan, si evidenzia un ruolo significativo durante la rivoluzione filippina, una lotta per l'indipendenza dal dominio coloniale spagnolo, che iniziò nel 1896. Gli abitanti locali si unirono alla resistenza e parteciparono attivamente agli scontri nella regione di Zambales. Questa lotta per l'indipendenza culminò con la proclamazione delle Filippine come nazione indipendente nel 1898.
Con l'occupazione americana dopo la Guerra ispano-americana del 1898, Cabangan subì ulteriori cambiamenti. Gli americani introdussero un sistema di governo democratico e promossero lo sviluppo dell'istruzione e delle infrastrutture nella municipalità. Furono costruite scuole e strade, e l'agricoltura e l'industria ittica conobbero una crescita e uno sviluppo significativi.
Durante la Seconda guerra mondiale, Cabangan fu teatro di intensi combattimenti tra le forze giapponesi e i guerriglieri filippini che resistevano all'occupazione. La regione subì gravi danni, con numerose strutture distrutte e notevoli impatti sulle attività economiche.
Dopo l'indipendenza delle Filippine nel 1946, Cabangan si sviluppò come municipalità autonoma all'interno della provincia di Zambales. Nel corso degli anni successivi, l'agricoltura, l'industria ittica e il turismo divennero settori chiave dell'economia locale. L'agricoltura si concentrò sulla coltivazione di riso, mais, cocco e altre colture, mentre l'industria ittica sfruttò le abbondanti risorse marine della regione.
Oggi, Cabangan è una comunità in costante crescita che preserva le sue radici storiche e culturali. La municipalità continua a svilupparsi, con progetti volti al miglioramento delle infrastrutture, alla promozione del turismo sostenibile e alla creazione di opportunità economiche per la popolazione locale. La posizione privilegiata lungo la costa e la bellezza naturale circostante rendono Cabangan una meta ambita per i visitatori in cerca di spiagge incontaminate e attività acquatiche. Cabangan rimane un luogo dove storia, tradizione e progresso si fondono per creare una comunità vibrante e accogliente.

## Monumenti e luoghi d'interesse
Chiesa di San Juan Nepomuceno: La Chiesa di San Juan Nepomuceno, un importante centro religioso di Cabangan, è un simbolo culturale intriso di storia. Costruita nel periodo coloniale spagnolo, la chiesa si distingue per la sua affascinante architettura e il suo interno riccamente decorato. Oltre a fungere da luogo di devozione per la comunità locale, è anche un punto di riferimento storico che testimonia l'eredità spagnola nella regione. 
Riserva Naturale di Bani-Bani: La Riserva Naturale di Bani-Bani, situata nella parte orientale di Cabangan, è una meta ideale per gli amanti della natura. Quest'area protetta è caratterizzata da una ricca varietà di flora e fauna, offrendo agli escursionisti e agli appassionati di birdwatching l'opportunità di immergersi nella sua bellezza. La riserva rappresenta un'oasi tranquilla in cui i visitatori possono godere della serenità della natura incontaminata.
Spiagge di Cabangan: Le spiagge di Cabangan, con la loro sabbia bianca e le acque cristalline, rappresentano una delle principali attrazioni turistiche della municipalità. La Playa de Ilog-Malino e la Playa de San Isidro sono mete popolari per i turisti in cerca di relax e divertimento. Qui, i visitatori possono dedicarsi a varie attività, tra cui nuoto, snorkeling e piacevoli passeggiate lungo la riva, mentre ammirano la maestosità dell'oceano.
Ponte di Cabangan: Il Ponte di Cabangan è un'importante icona architettonica e un punto di riferimento distintivo della municipalità. Attraversando il fiume Cabangan, il ponte regala una vista panoramica sulla città e i suoi dintorni. È amato dai residenti e dai visitatori che desiderano ammirare la bellezza del paesaggio circostante e catturare immagini suggestive.
Museo di Cabangan: Il Museo di Cabangan rappresenta una fonte preziosa di oggetti storici e culturali che narrano la storia della municipalità. I visitatori possono immergersi nella ricca cultura, nelle tradizioni e negli avvenimenti significativi che hanno modellato la comunità di Cabangan nel corso degli anni. Attraverso mostre e esposizioni, il museo offre un'opportunità di apprendimento e scoperta della storia locale.

## Geografia antropica
Cabangan è formata da 22 baranggay:
- Anonang
- Apo-apo
- Arew
- Banuambayo (Pob.)
- Cadmang-Reserva
- Camiling (Camiing)
- Casabaan
- Del Carmen (Pob.)
- Dolores (Pob.)
- Felmida-Diaz
- Laoag

- Lomboy
- Longos
- Mabanglit
- New San Juan
- San Antonio
- San Isidro
- San Juan (Pob.)
- San Rafael
- Santa Rita
- Santo Niño
- Tondo